# Bastien und Bastienne

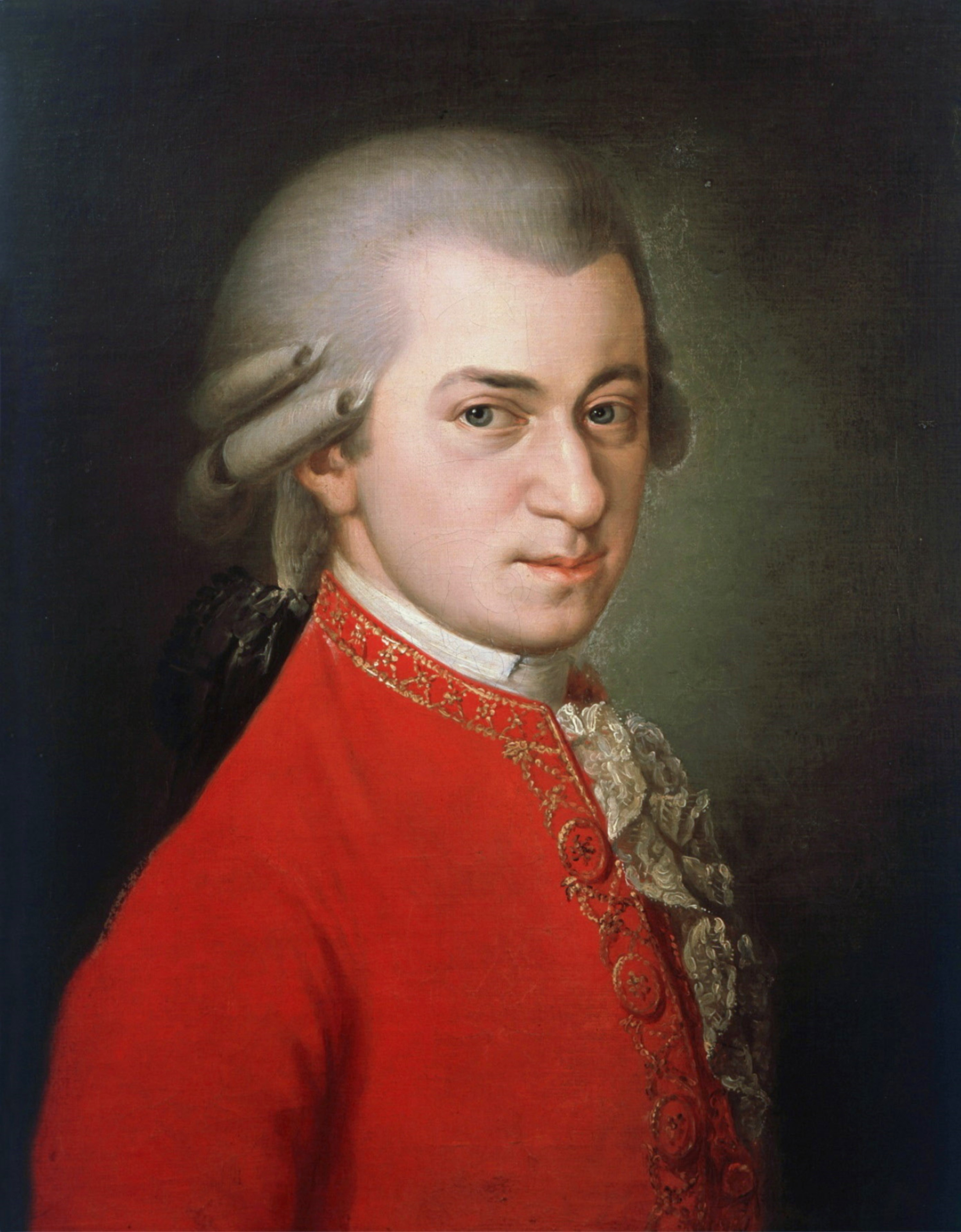
Mozart

Bastien und Bastienne (KV 50) is een zangspel (opera) van Wolfgang Amadeus Mozart in 1 bedrijf (7 scènes) naar een libretto van Friedrich Wilhelm Weiskern en Johann Müller, gebaseerd op zowel "Le devin du village" een operette geschreven door Rousseau als op Les amours de Bastien et Bastienne, een toneelstuk geschreven door Marie-Justine Benoîte en Charles Simonn Favart en door Harney de Guerville. De eerste opvoering was in 1768 in het huis van dr. Anton Mesmer in Wenen. De eerste bekende moderne opvoering vond plaats in het Architektenhaus in Berlijn op 2 oktober 1890.

## Rolverdeling
- Bastien, een herder - tenor
- Bastienne, een herderin die verliefd is op Bastien - sopraan
- Colas, een plaatselijke tovenaar of waarzegger - bas
- Herders en herderinnen, figuranten

- Het orkest is samengesteld uit twee fluiten (enkel N°11), twee hobo's, twee hoorns, strijkers en basso continuo.

## Synopsis
Bastienne is bang dat zij Bastien zal verliezen wegens vermeende ontrouw en vraagt advies aan Colas, de waarzegger. Hij adviseert haar om net te doen of ze Bastien niet meer ziet zitten. Tevens gaat Colas naar Bastien en vertelt hem dat zijn liefje een ander heeft. Dit is voor beiden uiteindelijk te veel en resulteert in een innige hereniging.

## Achtergronden
De bijna 12-jarige Mozart schreef deze opera waarschijnlijk in opdracht van Franz Anton Mesmer, in wiens huis de première plaatsvond. Het verhaal is flinterdun, maar de muziek is al typisch voor Mozart. Dat blijkt wel uit de aria van Colas, waarin hij een toverspreuk over Bastien uitspreekt met de woorden:

Diggi, daggi,
schurry, murry,
horum, harum,
lirum, larum,
raudi, maudi,
giri, gari,
posito,
besti, basti,
saron froh,
fatto, matto,
quid pro quo.

De muziek bij deze aria heeft al bijna de diepgang van het latere Requiem (KV 626). Tot slot zij vermeld dat er waarschijnlijk nog latere versies van deze opera door hem gemaakt zijn.
De ouverture van Bastien und Bastienne is terug te horen in Ludwig van Beethovens Eroica. Het valt te betwijfelen of Beethoven bekend was met het op dat moment onuitgegeven werk. De meest waarschijnlijke verklaring is dat beide componisten het thema hebben overgenomen uit een onbekende derde bron.
Die Schuldigkeit des ersten Gebotes · Apollo et Hyacinthus · Bastien und Bastienne · La finta semplice · Mitridate · Ascanio in Alba · La Betulia Liberata · Il sogno di Scipione · Lucio Silla · Thamos, König in Ägypten · La finta giardiniera · Il rè pastore · Zaide · Idomeneo · Die Entführung aus dem Serail · L'oca del Cairo · Lo sposo deluso · Der Schauspieldirektor · Le nozze di Figaro · Don Giovanni · Così fan tutte · Die Zauberflöte · La clemenza di Tito
- Bibliothèque nationale de France: cb13915198c (data)
- Catàleg d'autoritats de noms i títols de Catalunya: 981058525321006706
- Gemeinsame Normdatei: 300107188
- Library of Congress Control Number: n91067543
- MusicBrainz work: c7ad658d-8eec-4a79-a35f-037d43fd6dac
- Nationale bibliotheek van Australië: 35770587
- Nationale Bibliotheek van Israël: 987007581115605171
- Virtual International Authority File: 184355284